# Римская агора

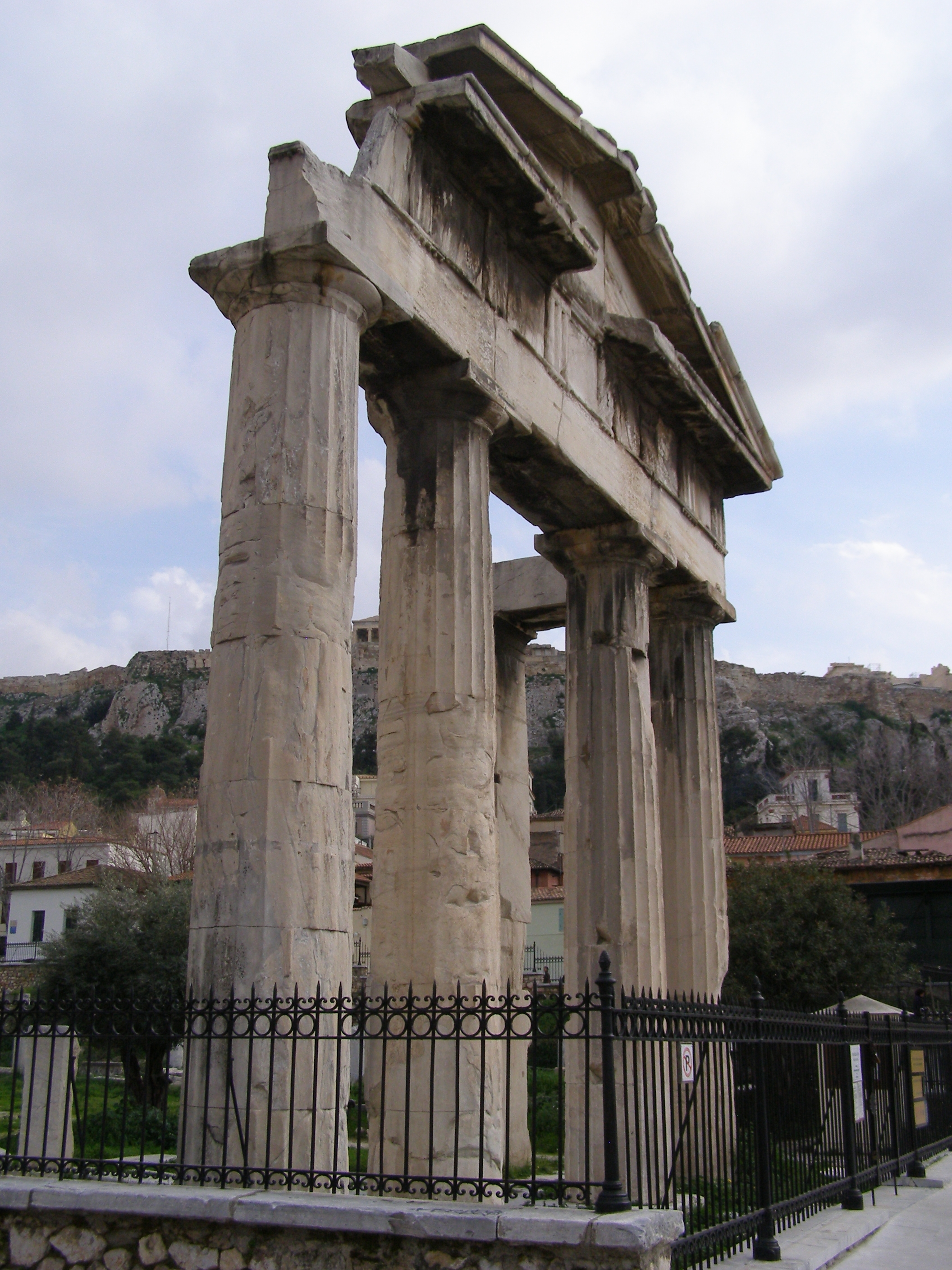
Ворота Афины

Римская агора (греч. Ρωμαϊκή Αγορά) — рыночная площадь в Афинах, которая появилась в эпоху римского владычества.
Расположена агора севернее Акрополя в сотне метров к востоку от античной Афинской Агоры. Дата начала строительства — 27 год до нашей эры. Римская агора возводилась в течение 10-15 лет на средства Октавиана Августа, а задумана была ещё Юлием Цезарем в 51 году до нашей эры. Поэтому рынок также известен и как Агора Цезаря и Августа.
Римская Агора до настоящего времени полностью не раскопана, но известно, что она представляла собой открытое пространство, окруженное перистилем, в южной части которого находился фонтан. На западе, за мраморной колоннадой, находились ионические пропилеи — Ворота Афины. На востоке были расположены дорические ворота, — Восточные Пропилеи, — восьмигранная Башня Ветров и общественный туалет.
Во время правления императора Адриана (II век нашей эры) рынок был расширен, а на воротах была добавлена надпись, определявшая налоговые обязательства торговцев. Во время турецкой оккупации Греции ворота Афины стали воротами базара, на котором торговали пшеницей. В середине XV века на территории агоры была возведена мечеть Фетхие-джами, в XVII веке перестроенная. Осенью 1687 года венецианцы превратили мечеть в католический храм.
В XXI веке Римская агора является туристическим объектом с сооружениями различных эпох.

## Галерея

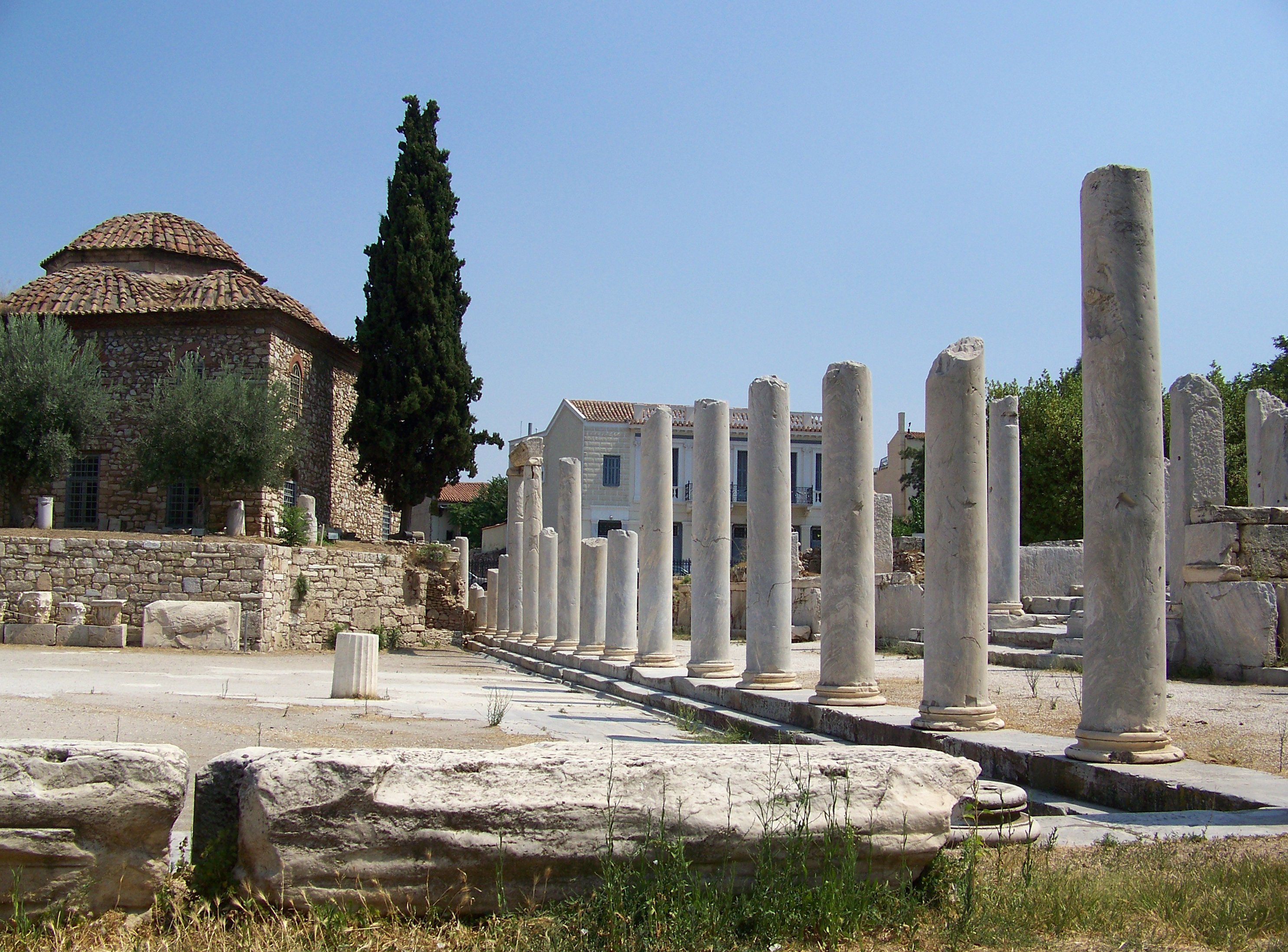
Остатки античных колонн
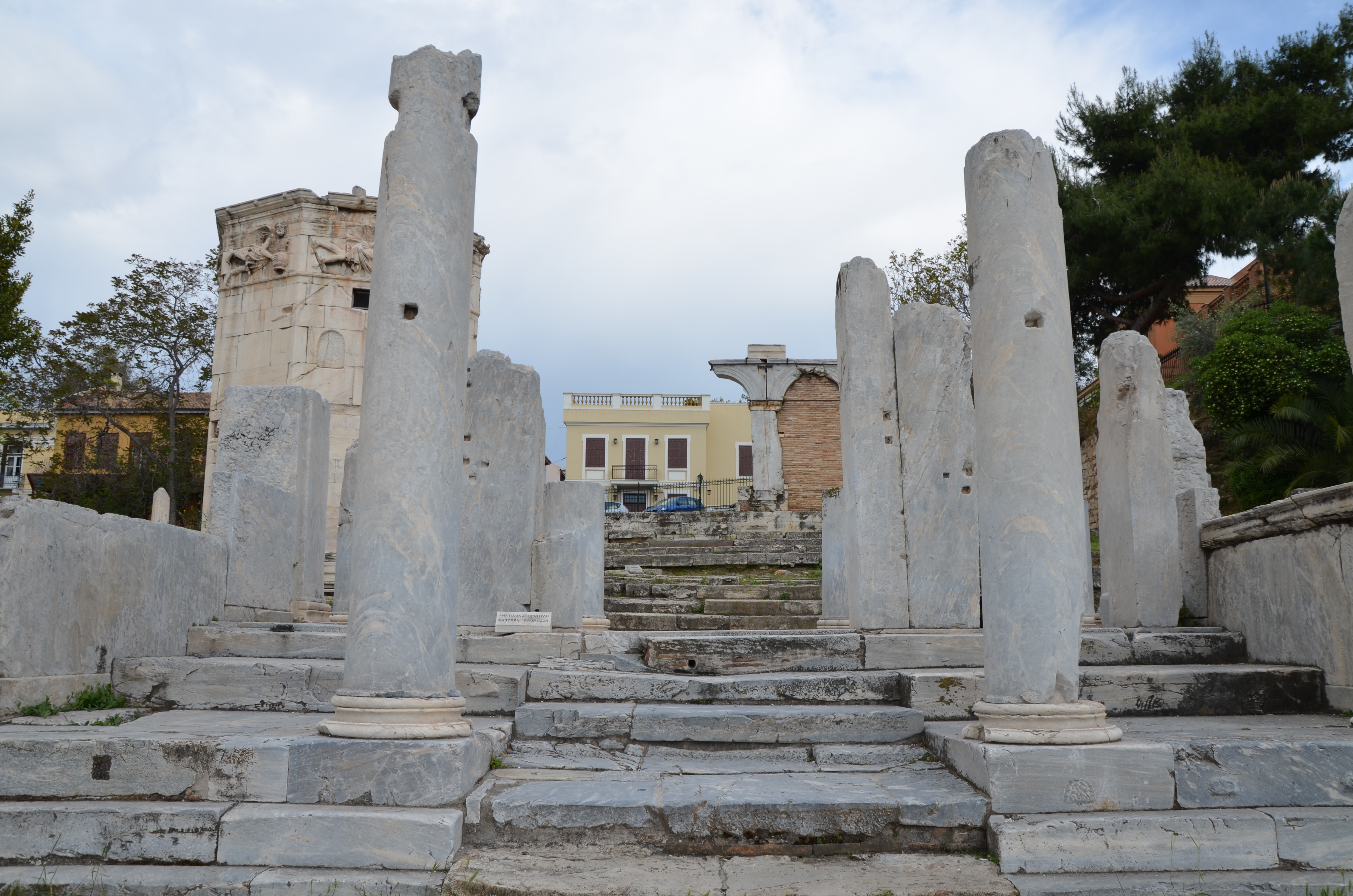
Восточные Пропилеи
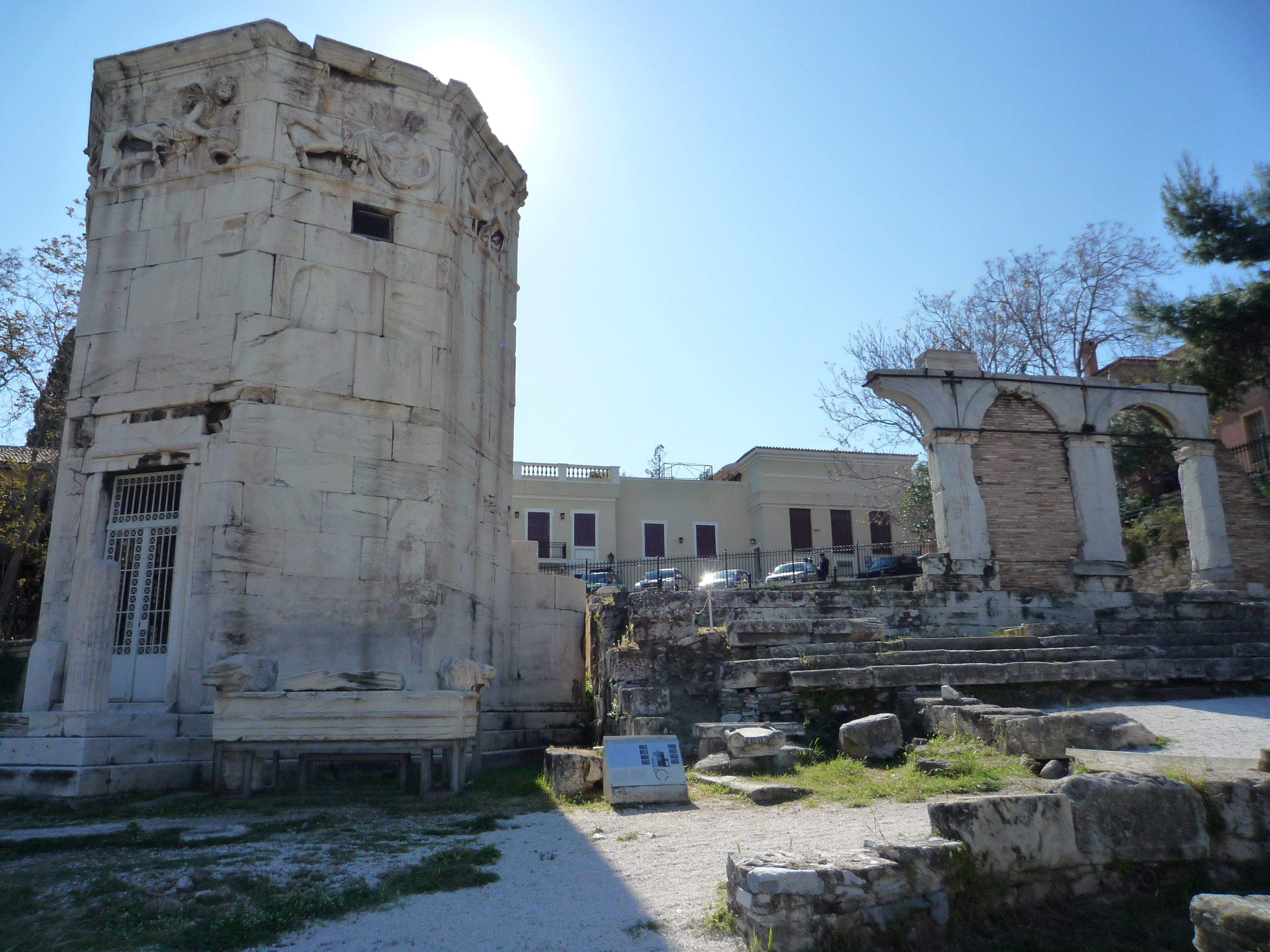
Башня Ветров
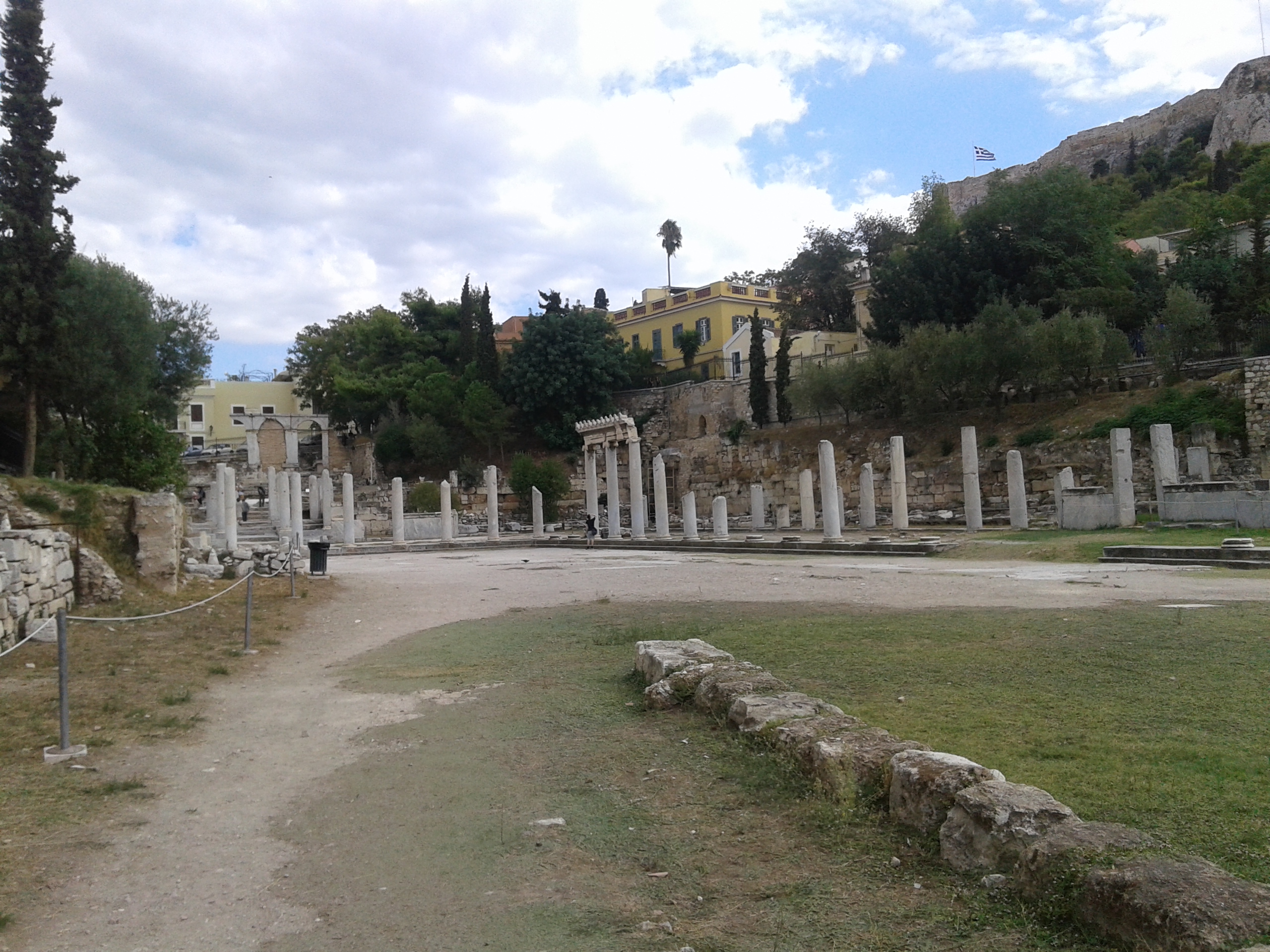
Остатки Римской Агоры